# استنلی آرمور دانهام
استنلی آرمور دانهام (انگلیسی: Stanley Armour Dunham؛ ۲۳ مارس ۱۹۱۸ – ۸ فوریهٔ ۱۹۹۲) یک فرد نظامی اهل ایالات متحده آمریکا بود. وی پدربزرگ باراک اوباما بود.